# Paraschizomyia buboniae
Paraschizomyia buboniae är en tvåvingeart som först beskrevs av Georg von Frauenfeld 1859.  Paraschizomyia buboniae ingår i släktet Paraschizomyia och familjen gallmyggor. Inga underarter finns listade i Catalogue of Life.